# Alfredo d'Escragnolle Taunay
Alfredo Maria Adriano d'Escragnolle Taunay, primo e unico Visconte di Taunay (Rio de Janeiro, 22 febbraio 1843 – Rio de Janeiro, 25 gennaio 1899), è stato uno scrittore, storico, militare e politico brasiliano.
Fu uomo di lettere, interessato anche alla storiografia e alla sociologia, fu anche appassionato musicista e pittore. Fu inoltre membro fondatore dell'Accademia brasiliana delle lettere.

## Biografia
Alfredo Taunay nacque a Rio de Janeiro da una nobile famiglia di origini francesi. Il padre, Félix Émile Taunay, figlio a sua volta del pittore francese Nicolas-Antoine Taunay, era pittore e direttore dell'Accademia Nazionale di Belle Arti; la madre, Gabriela Hermínia Robert d'Escragnolle, era a sua volta figlia del conte d'Escragnolle, un nobile riparato in Brasile a causa della rivoluzione francese.
Dopo essersi diplomato in letteratura nel 1858 entrò nella Scuola Militare di Rio de Janeiro, diplomandosi in Scienze fisiche e matematiche nel 1863. In seguito si iscrisse ai corsi di ingegneria militare, ma non riuscì a completare gli studi perché fu chiamato in servizio con altri alunni allo scoppio della guerra della Triplice Alleanza. Incorporato nella spedizione del Mato Grosso, trasse dall'esperienza ispirazione per uno dei suoi libri più celebri, La Retraite de Laguna, scritta in lingua francese e pubblicata nel 1872, dove narrò le disastrose vicende belliche a cui partecipò. Dopo essere stato chiamato dal conte d'Eu nello Stato Maggiore dell'esercito brasiliano durante gli ultimi mesi di guerra, Alfredo Taunay passò ad insegnare geologia e mineralogia alla Scuola Militare.
Nel 1871 pubblicò il suo primo romanzo, A Mocidade de Trajano, con lo pseudonimo di Silvio Dinarte; l'anno successivo pubblicò Inocência, romanzo che riscosse notevole successo.
Parallelamente al suo impegno letterario, Taunay intraprese anche una fortunata carriera politica nelle file del Partito Conservatore: più volte deputato e senatore, fu presidente della provincia di Santa Catarina tra il 1876 e il 1877 e di quella del Paraná tra il 1885 e il 1886; nel 1889 fu nominato visconte di Taunay dall'imperatore Pietro II, che era stato un allievo del padre. Fervente abolizionista, Alfredo d'Escragnolle Taunay abbandonò tuttavia la politica dopo la proclamazione della Repubblica, mantenendo le proprie convinzioni monarchiche fino alla morte.

## Opere principali
- A Campanha da Cordilheira (1869)
- La Retraite de Laguna (1872, in francese)
- Inocência (1872, romanzo)
- Lágrimas do Coração. Manuscrito de uma Mulher (1873, romanzo)
- Ouro sobre Azul (1875, romanzo)
- Estudos críticos, 2 volumi (1881 e 1883)
- Amélia Smith (1886, dramma)
- No Declínio (1889, romanzo)
- O Encilhamento (1894, romanzo)
- Reminiscências (1908, memorie postume)

## Influenze nella cultura popolare
- Il suo romanzo Inocência è stato adattato per il cinema da Vittorio Capellaro nel 1915.
- Nel 1983, Walter Lima Jr. ne girò una versione di 118 minuti, Inocência, un film che aveva come protagonista nel ruolo del titolo l'attrice Fernanda Torres.